# 降桂木生黄亭
降桂木生黄亭（也称为5,7,2',4'-四羟基黄酮，2′,4′,5,7-Tetrahydroxyflavone）是一种四羟基黄酮，分子式C15H10O6，存在于达达赫面包果（Artocarpus dadah）等许多桂木属植物中。